# Televiziune cu rezoluție standard
Televiziunea cu rezoluție standard (în engleză: Standard-definition television sau SDTV) este un standard de difuzare a semnalului și imaginilor de televiziune, conform cu normele televiziunii analogice existente în marea majoritate a lumii în cea de-a doua jumătate a secolului al XX-lea: NTSC, SECAM și PAL. Sistemul standard de televiziune din România, Pal - Pal/Secam, are 625 de linii existente din care 576 sunt vizibile, restul fiind folosite pentru transmiterea datelor, spre exemplu pentru sincronizare.
Actualmente, acesta este înlocuit din ce în ce mai mult prin standardul numit Televiziune cu rezoluție înaltă (High-definition television sau HDTV).